# Ragne Wiklund
Ragne Wiklund (ur. 9 maja 2000 w Oslo) – norweska łyżwiarka szybka, pięciokrotna medalistka mistrzostw świata.

## Kariera
Na mistrzostwach świata juniorów w Baselga di Pinè zdobyła cztery medale: złoty na 3000 m oraz brązowe w wieloboju, biegu na 1500 m i sprincie drużynowym. Podczas mistrzostw świata na dystansach w Heerenveen w 2021 roku zdobyła złoty medal w biegu na 1500 m. W zawodach tych wyprzedziła Brittany Bowe z USA i Rosjankę Jewgieniję Łalenkową. 
Pierwszy raz na podium zawodów Pucharu Świata stanęła 22 stycznia 2021 roku w Heerenveen, gdzie razem z Idą Njåtun i Marit Fjellanger Bøhm zajęła trzecie miejsce w biegu drużynowym. Indywidualnie dokonała tego 19 listopada 2021 roku w Stavanger, kończąc rywalizację w biegu na 5000 m na trzeciej pozycji. W zawodach tych wyprzedziły ją jedynie Irene Schouten z Holandii i Kanadyjka Isabelle Weidemann.